# Samuelskolen
Samuelskolen var en kristen friskole i Rødovre, som har været stærkt kritiseret for sine undervisningsmaterialer. Med udgangen af oktober 2005 mistede skolen sit statstilskud, fordi dens undervisning på en række områder ikke levede op til, hvad der almindeligvis kræves i folkeskolen (efter Undervisningsministeriets hidtidige vurdering).
Efter et fjerde tilsyn blev skolen lukket d. 31. juli 2006.
Rektor for Samuelskolen var Knut Evensen, der er ægtefælle til Ruth Evensen.